# Ulrich Wagner (Mathematiker)

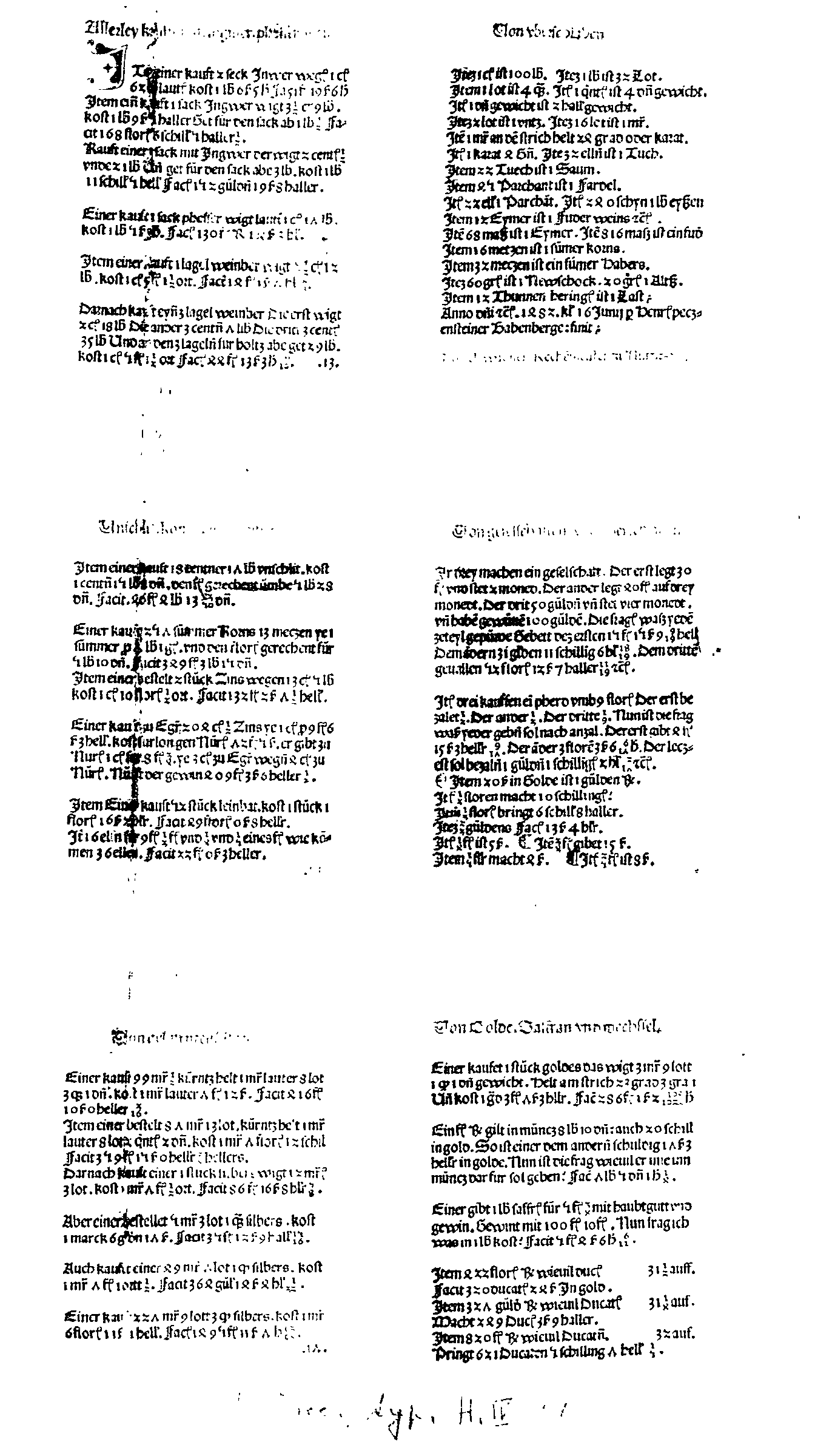
6 Seiten aus dem „Bamberger Rechenbuch“ von 1483

Ulrich Wagner († um 1490) war ein Nürnberger Rechenmeister des 15. Jahrhunderts, der das 1483 veröffentlichte „Bamberger Rechenbuch“ herausgegeben hat. Das Rechenbuechlein gilt als das älteste vollständig erhaltene gedruckte deutsche Rechenbuch.
Wagner wird 1456 und 1486/87 in Nürnberg als Rechenmeister erwähnt. Aus den Ratsprotokollen von 1486/87 geht hervor, dass er mit den Rechenmeistern Michael Jöppel und Rupprecht Kolberger (gestorben 1505) in Streit lag. Wagner hatte eine Rechenschule in Nürnberg und wurde dabei so wohlhabend, dass er sich 1489 ein Haus in der Spitalgasse kaufen konnte. Kurz danach muss er gestorben sein, denn bereits 1490 ist in Gerichtsakten von seiner Witwe die Rede. Er war mit Kunigunde Gutpir verheiratet, mit der er mindestens einen Sohn hatte. Seine Witwe führte die Rechenschule weiter und starb 1513, unterstützt vom Sohn Hans Wagner (gestorben 1541). Ein weiterer Sohn Johann wurde Theologe.
Es gab damals in Nürnberg noch einen weiteren Rechenmeister Hans Wagner, der 1560 starb.
Von seinem ersten, 1482 bei Heinrich Petzensteiner in Bamberg gedruckten Rechenbuch sind nur Fragmente in der Staatsbibliothek Bamberg erhalten, von der zweiten Auflage 1483 (ebenfalls bei Petzensteiner) sind zwei vollständige Exemplare bekannt, eines in Zwickau und eines in Zürich (entdeckt und herausgegeben von Johann Jakob Burckhardt). Das Buch behandelt in 21 Kapiteln Grundrechenarten, Bruchrechnen und Umrechnung von Münzen jeweils in aus dem Alltag gegriffenen Aufgaben. Gemäß Monika Zimmermann (in ²VL, Band I, 1978, Sp. 596–598) war Wagner nicht der Autor des Bamberger Rechenbuchs, das aus einer vor 1450 entstandenen unedierten und vom Verfasser des Algorismus Ratisbonensis (Kloster Emmeran Regensburg, um 1450) überlieferten deutschsprachigen Abhandlung hervorgehe.
Daneben gibt es aus dieser Zeit in Deutschland das Bamberger Blockbuch (eine Xylographie), zwischen 1471 und 1482 entstanden und ein Rechenbuch von Johannes Widmann in Leipzig (1489). Auch die ersten in Italien gedruckten Rechenbücher sind nicht viel älter oder gleichzeitig: die Treviso-Arithmetik (1478), die Arithmetica von Piero Borghi (1484) und etwas später die Summa von Luca Pacioli (1494).